# لوک گامبین
لوک گامبین (انگلیسی: Luke Gambin؛ زادهٔ ۱۶ مارس ۱۹۹۳) بازیکن فوتبال اهل بریتانیا است.
از باشگاه‌هایی که در آن بازی کرده‌است می‌توان به باشگاه فوتبال کولچستر یونایتد، باشگاه فوتبال متروپولیتان پلیس، باشگاه فوتبال هندون، باشگاه فوتبال همل همپستید تاون، و باشگاه فوتبال بارنت اشاره کرد.
وی همچنین در تیم ملی فوتبال مالت بازی کرده‌است.